# Jódete (episodio de South Park)
«Go Fund Yourself» es el primer episodio de la decimoctava temporada de la serie animada de televisión norteamericana South Park y el episodio N.º 248 en general. Fue escrito y dirigido por el cocreador de la serie Trey Parker y se estrenó en el canal Comedy Central el 24 de septiembre de 2014 en Estados Unidos. Explora el tema de las empresas o iniciativas cuya financiación proviene de micro donaciones, donaciones en masa o recaudación masiva a través de plataformas tecnológicas. 
En el episodio los chicos de South Park deciden crear una empresa financiada con micro donaciones masivas a través de internet para alejarse de sus estudios en la escuela primaria y comenzar una nueva vida en la cual no deban hacer nada. Denominan su nueva empresa Los pieles rojas de Washington, lo cual produce que el entrenador de este equipo de fútbol americano emplee medidas desesperadas para proteger el buen nombre de su institución y estas medidas lo llevarán a su propia desgracia y al fiasco de la empresa de los chicos.

## Trama

### Acto 1
Cada uno de los chicos (Kyle, Stan, Cartman, Butters y Kenny) busca crear un nombre apropiado para fundar una empresa entre todos con el fin de poderse retirar de la escuela. Una vez que tienen algunas alternativas, se dirigen a registrar los nombres en una oficina legal pero no tienen éxito ya que varias de las denominaciones que tenían planeadas ya estaban registradas en el sistema de Kickstarter, entonces Cartman ideó un nombre difícil de pronunciar y se pudo registrar. 
En la casa de Stan, los chicos no se encuentran conformes con el nombre de la empresa que Eric ha creado debido a que la pronunciación es un poco difícil. En ese momento entra Randy a la habitación de Stan y se sorprende de que haya faltado a clases y Stan le advierte que ya no asistirá más a la escuela porque ha decidido crear una empresa junto a sus amigos y no hacer nada más. Mientras esto sucede Cartman se dirige rápidamente a la casa de Stan proponiendo renombrar la empresa con la denominación "Pieles Rojas de Washington" ya que se enteró de que aquel nombre perdió la marca registrada en un juicio y por lo tanto es posible usarlo para la nueva empresa. Esta idea comienza a tener resultado a pesar de la incredulidad de Kyle y se convierte en el proyecto más reconocido de Kickstarter sin hacer nada, con recaudaciones que superan los miles de dólares sin hacer nada, ya que el plan de los chicos es: «fundar, cobrar, vender, gastar».
Eric Cartman como presidente de la empresa, recibe la visita del dueño original de los Pieles rojas de Washington Daniel Snyder, quien le pide que deje de utilizar dicho nombre porque a pesar de que perdió la marca registrada, considera que es un reconocido equipo de fútbol americano y ahora se sienten burlados porque la empresa de los chicos anuncia públicamente "que no hace nada". Cartman se niega a cambiar el nombre y Snyder no le queda más opción que retirarse, ya que legalmente no puede hacer nada por recuperar el nombre del equipo.
La empresa sigue generando frutos por el accionar de Cartman e incluso el grupo terrorista ISIS crea una empresa siguiendo el mismo modelo de los "Pieles Rojas de Washington". Kyle y Stan no comparten las ideas del grupo terrorista y a Kyle no le agrada como Eric dirige la empresa y decide fundar la suya propia, Stan también abandona el lugar y se une a Kyle.

### Acto 2
En las oficinas de la NFL, Daniel Snyder pide ayuda al comisionado de la liga Roger Goodell y a los propietarios de los equipos de fútbol para que Eric cambie el nombre de la empresa pero a aquellos se le ocurre una mejor idea, que es presionar para que sea cambiado el logo de Los Pieles rojas de Washington, lo cual es aceptado por Snyder. Entre tanto, Cartman da una charla ante una multitud de sus seguidores en un teatro para explicar los cambios que va a experimentar la empresa, los cuales de reducen a colocar una alfombra nueva y mover los sofás dentro de la oficina para darle un mejor aspecto. A final de su intervención Eric muestra el nuevo logotipo de su empresa siendo aclamado por el público. En realidad el logotipo sigue siendo el mismo, solo se agregaron un par de senos y un pene. Mientras tanto, Kyle y Stan trabajan en su propia empresa con el mismo nombre que Eric había creado en un principio, a Stan no le agrada ese nombre debido a que es muy extenso y difícil de pronunciar y decide crear independizarse.
Daniel Snyder y los jugadores de Los pieles rojas de Washington allanan la sede de Kickstarter agrediendo a los empleados del lugar y destruyendo los servidores hasta dejar el edificio en llamas. Al día siguiente Eric se encuentra ansioso de saber la cantidad de dinero que ha recaudado su empresa en Kickstarter pues ya ha llegado día límite para poder retirar las donaciones. Tras intentar acceder infructuosamente a la página de Kickstarter Butters le informa que las oficinas de esta empresa habían sido destruidas, Eric piensa que el culpable de esto es Kyle.

### Acto 3
En la residencia de Kyle Cartman lo acusa de destruir Kickstarter pero aquel tampoco sabe lo que pasa, en ese momento llega Stan a poner las cosas en orden y opina que el rumbo que han tomado las cosas ha ido en decadencia desde entonces todos los chicos se reconcilian y se unen a Eric para seguir con el proyecto.
Más adelante se encuentran Cartman y Kyle en una nueva charla frente al auditorio con todos sus seguidores y hablan sobre los nuevos cambios que se implementarán en la empresa. El primer cambio consiste en imitar el sistema de Kickstarter debido a que esta empresa ha desaparecido, de tal forma la gente pueda seguir financiando sus proyectos y dándole a Los pieles rojas de Washington una comisión del 5%. Además muestran su nuevo logotipo que ahora son dos indios montados sexualmente uno sobre el otro.
En el AT&T Stadium se espera que inicie el juego entre los Vaqueros de Dallas y los Pieles Rojas de Washington, mientras tanto en el camerino Snyder aún se muestra apenado por el uso indebido de su marca y los jugadores del equipo se rehúsan a jugar debido al temor de ser abucheados por los espectadores. Por lo tanto, el Snyder siente la obligación de presentarse en solitario a jugar en la cancha lo cual hace que sea masacrado después que los jugadores de los Cowboys les hicieran varias embestidas. 
Al finalizar, los ciudadanos de South Park se muestran contrariados por lo que sucedió en el partido de la NFL y hacen una manifestación de protesta en las afueras de la empresa de los chicos y exigen a los chicos que cambien de inmediato el nombre de su empresa, y además el grupo ISIS se presenta advirtiendo ya no usará la empresa para recaudar dinero. Ante tales presiones los chicos finalmente se rinden y no les queda más opción que regresar a la escuela primaria.

## Producción

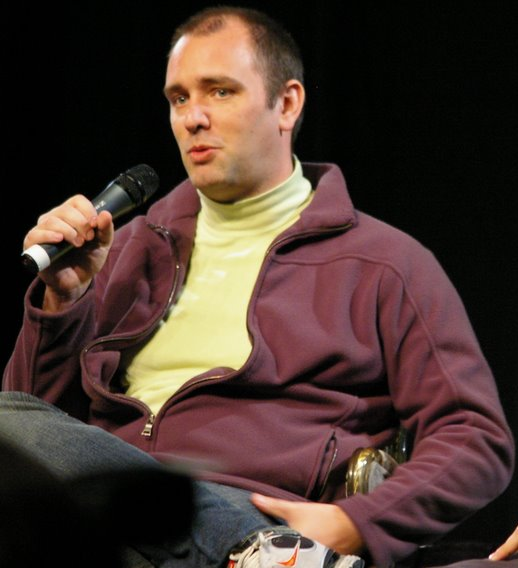
El director y escritor del episodio Trey Parker

Trey Parker y Matt Stone tuvieron la idea de hacer una parodia de la controversia que se presentó durante el año 2014 con el nombre del equipo de fútbol americano Los pieles rojas de Washington pensando que dicha controversia sería "el gran problema" de la NFL de aquella temporada. Cuando fueron completadas varias escenas los creadores de la serie decidieron que este sería el primer episodio de la temporada dieciocho, sin embargo, alrededor de una semana antes de que saliera al aire, el incidente de violencia domiciliaria de Ray Rice hizo que Parker y Stone pensaran que la controversia de los Pieles rojas no sería la gran historia pues el público se preguntaría por qué no parodiar a Rice en un episodio de la NFL. Como resultado, gran parte del capítulo fue modificado tratando de encontrar una manera de adaptarse a esta historia. Al final, Parker y Stone hicieron una simple referencia al incidente de Rice en lugar de que fuera el tema de fondo y terminaron el episodio de la forma que originalmente había sido prevista, centrándose sobre Los Pieles rojas de Washington y Kickstarter.
El episodio recibió muchas denominaciones: originalmente iba a ser titulado "Washington Redskins Reality. Realty", "Piling on" o "piling it on". Al final, los creadores de la serie se decidieron por Go Fund Yourself. La traducción de este título al español más acorde a la trama del episodio es "Autofinánciate" o "Finánciese Usted mismo". En el tercer acto del episodio, Eric Cartman explica al auditorio que los chicos desean cambiar el enfoque de su empresa y permitir que las personas se autofinancien cobrando una participación del 5% sobre dichas financiaciones, tal como lo hacía antes la desaparecida Kickstarter. Sin embargo, el sitio web oficial de South Park, denominó este episodio como "Jodete", debido a que en varias escenas los personajes usan la expresión "Fuck you". Otros sitios web han traducido al español el título del episodio como "Que te funden", lo cual es una traducción errónea y no guarda ninguna relación con el contenido del episodio.
Trey Parker originalmente dibujó el pene y los pechos en una insignia del logo Redskins en una pizarra de la sala de escritores por diversión. Todos sus compañeros de producción pensaron que el dibujo era genial y sirvió de inspiración para terminar el episodio.

### Personajes

#### Habituales y no debutantes
| Personaje       | Roll                | Debut                                        |
| --------------- | ------------------- | -------------------------------------------- |
| Eric Cartman    | Personaje principal | El Espíritu de la Navidad (Jesús vs. Frosty) |
| Kyle Broflovski | Personaje principal | El Espíritu de la Navidad (Jesús vs. Frosty) |
| Stan Marsh      | Personaje principal | El Espíritu de la Navidad (Jesús vs. Frosty) |
| Kenny McCormick | Personaje principal | El Espíritu de la Navidad (Jesús vs. Frosty) |
| Butters Stotch  | Personaje principal | Cartman Consigue una Sonda Anal              |
| Randy Marsh     | Padre de Stan       | Volcán                                       |

#### Debutantes
| Personaje                   | Roll                                          |
| --------------------------- | --------------------------------------------- |
| Roger Goodell (Goodell-Bot) | Comisionado NFL                               |
| Dan Snyder                  | Propietario de Los Pieles Rojas de Washington |
| Kirk Cousins                | Jugador de Los Pieles Rojas de Washington     |
| Pierre Garçon               | Jugador de Los Pieles Rojas de Washington     |
| Robert Griffin III          | Jugador de Los Pieles Rojas de Washington     |

#### Locaciones
| Locación                      | Utilización                 | Primera aparición |
| ----------------------------- | --------------------------- | ----------------- |
| Estadio AT&T                  | Estadio de fútbol americano | Jódete            |
| Oficinas de Kickstarter       | Edificio corporativo        | Jódete            |
| Oficinas legales              | Edificio estatal            | Jódete            |
| Oficina principales de la NFL | Edificio corporativo        | Jódete            |
| Redskins Office               | Comercio                    | Jódete            |

## Temática y referencias culturales

### Temática principal

Logo de Kickstarter, portal web criticado en el episodio de South Park

La temporada dieciocho de South Park gira en torno de varios temas que relacionan las nuevas herramientas tecnológicas y su impacto en la sociedad. El primer episodio de la temporada aborda dos temáticas, en primer lugar se parodian las páginas web que facilitan la financiación de proyectos a través de micro-donaciones masivas del público. Es el caso de Kickstarter, que es una de las principales plataformas web a través de las cuales se pueden obtener donaciones desde cualquier parte del mundo para financiar proyectos innovadores en diferentes áreas (arte, tecnología, proyectos sociales, etc.). Estas plataformas obtienen una utilidad a título de comisión para cubrir sus gastos operativos y ampliar su cobertura. 
Esta nueva práctica financiera también es conocida como Crowdfunding y consiste en la financiación de proyectos o empresas a través contribuciones monetarias de un gran número de personas, hoy a menudo se realiza por Internet y ha emergido fuera del sistema financiero tradicional. El modelo de micromecenazgo se basa en tres tipos de actores: el iniciador del proyecto que propone la idea o proyecto a ser financiado, las personas o grupos que apoyan la idea y la entidad moderadora (la "plataforma") que ayuda a lanzar y difundir la idea.
South Park efectúa una crítica de estos modelos de financiación masiva a través de portales web y los hace ver como fraudulentos e irresponsables. Los chicos obtienen donaciones por un proyecto absurdo que consiste en "no hacer nada" y aun así los donadores hacen sus aportes. South Park se basó en las críticas que se han hecho a Kickstarter por casos como el de Zack Brown que llevó a Kickstarter un proyecto con el objetivo de conseguir $10 dólares para "hacer una ensalada de patata", un objetivo que se convirtió rápidamente en el sueño americano, llegando a recibir aportes de casi setenta mil dólares, lo cual generó indignación de muchos críticos del sistema de financiación propuesto por Kickstarter. Pero South Park no solo crítico la forma de funcionamiento y los proyectos que se acogen en esta plataforma web sino que también cuestionó el hecho de que cobraran un margen del 5% por el servicio. Según South Park, cobrar dicho margen es la mejor forma de ganar dinero por no hacer nada.

Logo de Los pieles rojas de Washington, parodiados en el episodio

En segundo lugar, el episodio hace varias críticas de la NFL. Por un lado se efectúa una sátira de la polémica generada por la utilización de estereotipos raciales y culturales peyorativos como en el caso de la denominación del equipo Los pieles rojas de Washington. En segundo lugar, se critica la autoridad moral de la NFL y su similitud con la iglesia católica pues durante el primer acto Cartman explica a sus amigos la similitud entre las conductas aberrantes de estas, refiriéndose a la violencia doméstica y la pederastia. En tercer lugar se hace otra sátira a la posición de los directivos de la NFL respecto de las polémicas causadas por el fútbol americano, según la cual se ven a sí mismos como víctimas indefensas, esto es retratado por el propietario de Los pieles rojas quien se deprime y llora al ver que su marca está siendo utilizada por los chicos en su nueva empresa.

### Referencias culturales

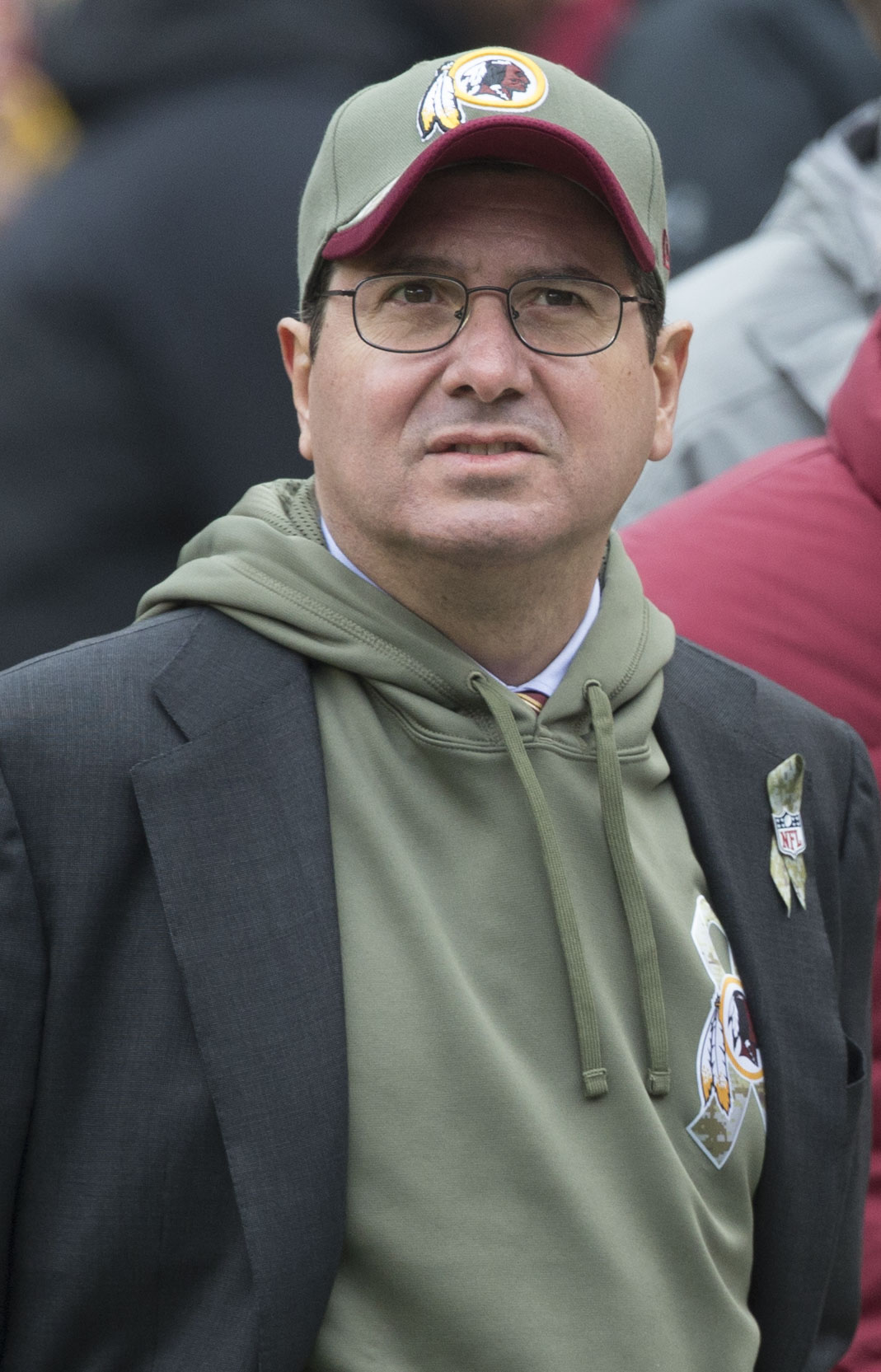
Dan Snyder propietario de Los pieles rojas de Washington

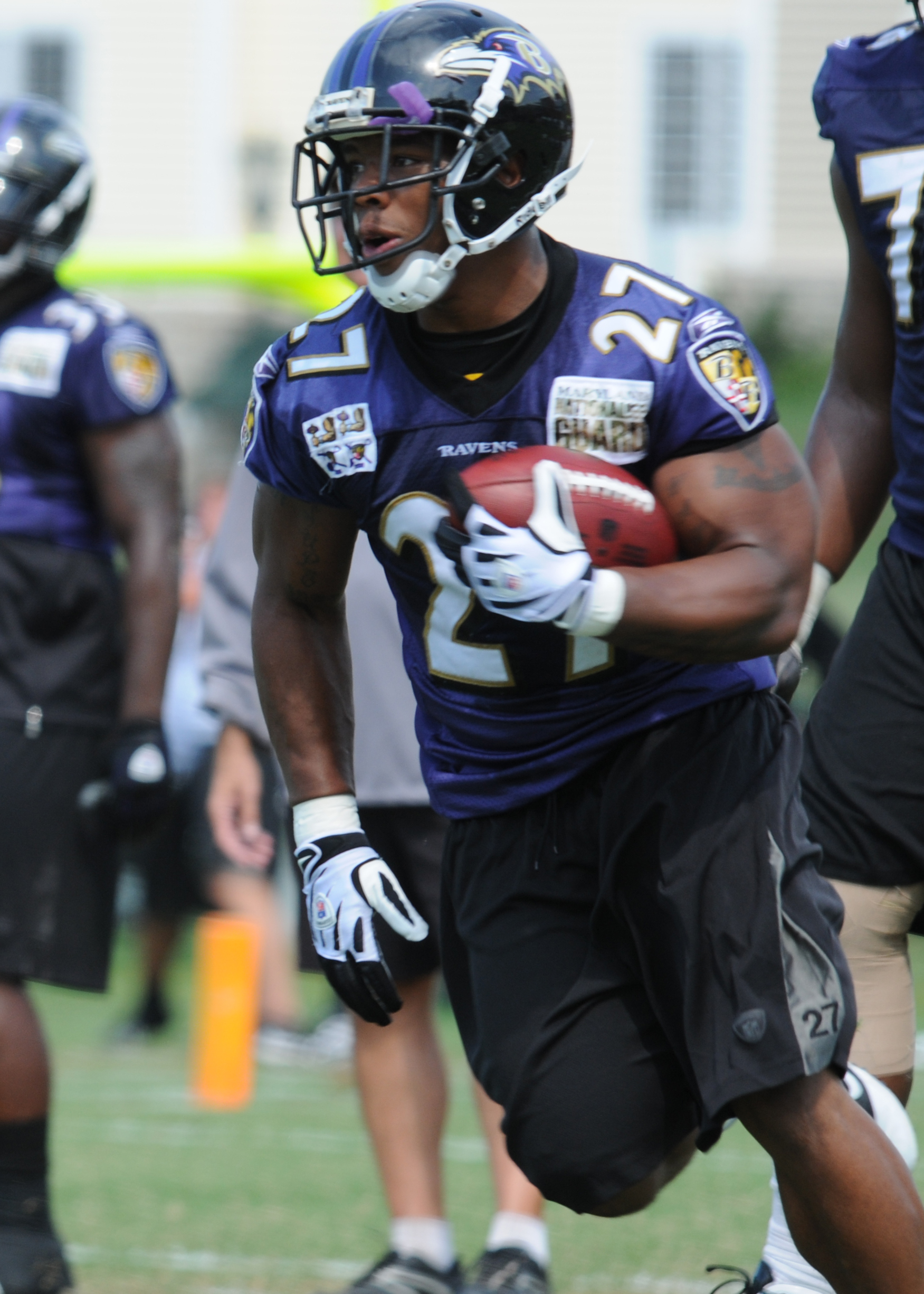
Ray Rice involucrado en violencia doméstica es satirizado por South Park